# 岸和田観光バス
岸和田観光バス株式会社（きしわだかんこうバス）は、大阪府岸和田市に本社を置くバス事業者である。1954年（昭和29年）に設立され、以来貸切バス事業を展開してきたが、2012年（平成24年）5月より路線バス事業に参入した。
バス事業の他にも、旅行業や飲食店業（レストラン日本）を営んでいる。

## 営業所一覧
- 本社
  - 大阪府岸和田市磯上町4丁目281番3号
- 堺営業所[3]
  - 大阪府堺市堺区築港八幡町1番168号

## 高速バス

### SPA LINE 北陸
- 岸和田駅前・なんば（OCAT） - あわら湯のまち駅前・越前あわら温泉（大江戸温泉物語あわら前）・加賀山代温泉（山下家前）・加賀片山津温泉（ながやま前）
2014年（平成26年）2月1日より運行開始[4]。2017年（平成29年）3月1日より岸和田駅前まで延伸された[5]。

### SPA LINE 鳴門・四国
- 岸和田駅前・なんば（OCAT）・JR神戸駅中央口南側出入口 - アオアヲナルトリゾート前・大塚国際美術館前（休館日は通過）・鳴門観光汽船のりば前
2015年（平成25年）8月1日より運行開始。2017年（平成29年）3月1日より岸和田駅前まで延伸された[5]。JR神戸駅中央口南側出入口では、鳴門観光汽船のりば前発の便のみ乗車も可能である。
なんば - 鳴門観光船のりば前は2004年（平成16年）12月17日から2010年（平成22年）1月21日まで鳴門・淡路エクスプレス号（西日本JRバス・本四海峡バス）が運行されていた。「SPA LINE鳴門・四国」とは運行経路が若干異なり、淡路島内でも乗降車の取り扱いをしていた。

## 一般路線バス

### FERRY LINE [泉大津港-JR和泉府中線]
- 泉大津港 - 南海泉大津駅・JR和泉府中駅
2015年（平成27年）6月6日より運行開始。泉大津港 - 南海泉大津駅間に運行していた阪九フェリーの無料送迎バスをJR和泉府中駅まで延長し、乗合バスに転換したもの。泉大津港 - 南海泉大津駅間のみ乗車する場合は乗合バス化の前と同じく無料。南海泉大津駅 - JR和泉府中駅間のみの利用は不可能である。

### 高石堺臨海ライン
- 羽衣バスターミナル→高石バスターミナル→堺市化学工業団地前→堺機械金属団地前→高石バスターミナル→羽衣バスターミナル（循環、一部停留所のみ記載）
2017年10月1日から運行開始。羽衣・高石のバスターミナルはそれぞれ羽衣駅・高石駅の西側に設けられる。高石市・堺市西区の工業地域への通勤輸送がメイン。日曜は運休[6]。

## 廃止路線

### FERRY LINE ドリームシャトルバス
- 南港フェリーターミナル - ホテル近鉄ユニバーサルシティ

2015年（平成27年）3月5日より運行開始され、2018年（平成30年）5月31日の運行を最後に運行廃止。大阪南港発着のフェリー利用者向けの送迎バスを乗合バスとして転換。名門大洋フェリーの大阪南港 - 新門司航路の2便と四国開発フェリーの大阪南港 - 東予港航路に接続していた。その後南海バスが「南港・USJ線」として同路線を運行していたが、運休となっている。

### FERRY LINE [泉大津-なんば･J-GREEN堺線]
- 泉大津港 - なんば（OCAT） - J-GREEN堺クラブハウス前
泉大津港 - なんば間は2012年（平成24年）5月1日より、なんば - J-GREEN堺間は2013年（平成25年）2月15日より運行開始。阪九フェリーの泉大津 - 新門司航路との接続が考慮されたダイヤになっている。途中、なんばOCAT以外の停留所には停車しない。運休ののち、2025年5月時点でウェブサイトから路線案内が削除されている。

## 車両
2015年6月現在、95両保有している。基本的に三菱ふそう車を導入している。日野車や日産ディーゼル車も少数ながら導入されている他、2015年に同社では初のいすゞ車となるエルガミオが泉大津港とJR和泉府中駅を結ぶ路線向けに導入された。